# Курудиол
Курудиол (укр. Карачаус) — озеро, расположенное на юге Белгород-Днестровского района (Одесская область); залив озера Бурнас. Тип общей минерализации — солёное. Происхождение — лиманное. Группа гидрологического режима — сточное.

## География
Курудиол входит в группу озёр Тузловские лиманы. Длина — около 2,0 км. Ширина средняя — 1,4 км, наибольшая — 2,4 км. Высота над уровнем моря: −0.4 м. Ближайший населённый пункт — село Новомихайловка, расположенное севернее озера.
Озеро Курудиол отделено от Чёрного моря перешейком. Озёрная котловина водоёма неправильной удлинённой формы, вытянутая с северо-востока на юго-запад. Берега на севере извилистые и обрывистые без пляжей, высотой 2 м. Южный берег пологий и повторяет линию перешейка с Черным морем. Западнее расположено озеро Алибей, восточнее — Бурнас. От озёр Алибей и Бурнас не отделено (косами и перешейками) и условной границей служат не сильно выраженные мысы. Впадает безымянная балка, длиной 22 км.
Для озеро характерно частичное пересыхание и засоление, вследствие падения уровня воды. Дно покрыто грязями (чёрным илом), местами — песком с ракушей.

## Хозяйственное значения
Входит в состав национального природного парка Тузловские лиманы, созданного 1 января 2010 года. Грязи могут использоваться в лечебных целях.